# Tetrastigma laevigatum
Tetrastigma laevigatum là một loài thực vật hai lá mầm trong họ Nho. Loài này được (Blume) Gagnep. miêu tả khoa học đầu tiên năm 1911.